# Europske integracije
Europske integracije proces su industrijske, političke, pravne, ekonomske, društvene i kulturne integracije država u Europi, potpunog ili djelomičnog opsega. Europska integracija se ostvaruje preko Europske unije i njenih regulacija.

## Povijest
Nastojanja da se ujedine različita europska područja mogu se vidjeti u starijoj povijesti Europe, poput antike ili srednjeg vijeka, kada su neki od vladara čeznuli za najširom mogućom dominacijom nad drugim državama (npr. rimski, bizantski ili kasnije franački i njemački carevi), ili kada su se oblikovale različite skupine u svrhu vojne ili druge suradnje (npr. neke plemenske zajednice kao što su Samovo Carstvo ili kasnije Poljsko-litvanska unija).
Ideja o sporazumu između europskih zemalja nastala je u kasnom srednjem vijeku, a jedan od prvih pionira bio je češki kralj Juraj Podjebradski (1462.). Slogan "ujedinjene države Europe" prvi je upotrijebio francuski pisac Victor Hugo 1849. U 20. stoljeću ideju je oživjela Međunarodna Paneuropska unija koju je 1922. godine pokrenuo grof Richard von Coudenhove-Kalergi, a u međuratnom razdoblju uglavnom ju je poticao francuski ministar Aristide Briand. Europske integracije nastale su uglavnom zato što je niz odgovornih političara želio postići da se svjetski rat - koji je nastao u Europi - ne može ponoviti. 
Prvi korak u praktičnoj integraciji bilo je osnivanje Organizacije za ekonomsku suradnju i razvoj (OEEC) 1948., čijih je 18 članica suodlučivalo o raspodjeli američke pomoći prema Marshallovom planu; a 1961. postaje Organizacija za ekonomsku suradnju i razvoj. Godine 1949. na inicijativu W. Churchilla osnovano je Vijeće Europe sa širokim područjem djelovanja, danas uglavnom na području ljudskih prava. Iste godine u Moskvi je osnovan Savjet za uzajamnu ekonomsku pomoć (SEV), koji je prestao postojati 1991. godine. Godine 1952. osnovana je transnacionalna Europska zajednica za ugljen i čelik u kojoj je šest članica (Belgija, Francuska, Italija, Luksemburg, Zapadna Njemačka i Nizozemska) koordiniralo svoju proizvodnju kako bi izbjegli ekonomske sukobe koji su pridonijeli Prvom svjetskom ratu.
Iste zemlje potpisale su Ugovor o Europskoj zajednici za atomsku energiju i pokrenule su Europsku ekonomsku zajednicu (EEZ) i Europsko udruženje za slobodnu trgovinu (EFTA) 1960. godine. Ugovorom iz Maastrichta iz 1992. godine nastala je Europska unija iz EEZ-a i proširen njezin djelokrug na sigurnosnu i vanjsku politiku i pravosudnu suradnju. Schengenski sporazum o slobodnom kretanju osoba i robe potpisan je 1985., a postao je dio pravne stečevine EU 1997. godine. Lisabonski ugovor iz 2007.-2009. donio je niz reformi, kako bi djelovanje EU-a postalo učinkovitije.

## Europska unija
Europska unija (EU) je udruženje 27 suverenih država članica koje su sporazumom prenijele određeni dio svojih nadležnosti na zajedničke institucije, kako bi koordinirale svoje politike u velikom broju područja, a da pritom ne čine novu državu povrh država članica. Službeno je uspostavljena Ugovorom iz Maastrichta iz 1993. godine na osnovu postojeće Europske ekonomske zajednice.
Postoji 12 osnivačkih država, a to su: Belgija, Danska, Francuska, Njemačka, Grčka, Irska, Italija, Luksemburg, Nizozemska, Portugal, Španjolska i Velika Britanija. Godine 1995. u EU su ušle: Austrija, Finska i Švedska, a Cipar, Češka, Estonija, Mađarska, Latvija, Litva, Malta, Poljska, Slovačka i Slovenija pridružili su se 2004. Bugarska i Rumunjska pridružile su se 2007. Hrvatska je pristupila 2013. Velika Britanija se povukla 2020. godine nakon 47 godina članstva. Službeno kandidati za pristupanje su: Albanija, Sjeverna Makedonija, Crna Gora, Srbija, Bosna i Hercegovina, Ukrajina, Moldavija i Turska. Prijava Maroka je odbijena. Island i Švicarska povukli su svoje prijave. Norveška je odbila članstvo na dva referenduma.